# The Trump Organization
The Trump Organization LLC  là một tập đoàn trách nhiệm hữu hạn Hoa Kỳ có trụ sở tại Trump Tower ở Manhattan, Thành phố New York. Donald Trump làm việc trong công ty của cha ông là Elizabeth Trump & Son trong khi theo học tại Phân hiệu Wharton của Đại học Pennsylvania và chính thức gia nhập công ty năm 1968. Ông được giao quyền điều hành công ty năm 1971 và đổi tên công ty thành Trump Enterprises LLC vào tháng 8 năm 1999 trước khi đổi tên thành Trump Organization LLC vào tháng 11 năm 1999. Công ty có cổ phần ở phát triển bất động sản, đầu tư, môi giới, marketing và quản lý tài sản. Công ty sở hữu, điều hành, đầu tư và phát triển bất động sản dân sinh, khách sạn, khu nghỉ dưỡng, cao ốc dân sinh và sân golf ở nhiều quốc gia, cũng như sở hữu hàng trăm nghìn mét vuông bất động sản hạng nhất tại Manhattan. Tập đoàn cũng có liên quan tới Trump Entertainment Resorts, chủ thể sở hữu Trump Taj Mahal, Trump Plaza và các sòng bạc Trump Marina tại Thành phố Atlantic, New Jersey.
Công ty hoạt động như là công ty holding chính cho các khoản đầu tư và kinh doanh của Trump. The Trump Organization có mối liên hệ với 515 công ty con và chủ thể, 264 trong số đó mang tên Trump và 54 trong số đó mang tên viết tắt của ông. Bằng việc đầu tư ở Mỹ, châu Âu, châu Á, Trung Đông và các vùng khác trên thế giới, lĩnh vực hoạt động của The Trump Organization rất đa dạng, bao gồm xây dựng bất động sản, khách sạn lữ hành, giải trí, xuất bản sách và tạp chí, truyền thông, quản lý người mẫu, bán lẻ, dịch vụ tài chính, phát triển board game, ẩm thực và thức uống, giáo dục kinh doanh, du lịch trực tuyến, hàng không, dịch vụ bay trực thăng và các cuộc thi sắc đẹp.
Bên cạnh bất động sản, các khoản đầu tư và chủ thể kinh doanh khác, các hoạt động kinh doanh của công ty bao gồm nhà hàng, một công ty người mẫu và cuộc thi sắc đẹp; cơ quan quản lý sân băng công cộng và một công ty sản xuất truyền hình New York sản xuất nhiều chương trình bao gồm chương trình truyền hình thực tế The Apprentice. Miss Universe Organization cũng thuộc quyền sở hữu của The Trump Organization và cùng với đài NBC tổ chức các cuộc thi Miss Universe, Miss USA và Miss Teen USA. Ngoài ra, công ty có tham gia thị trường bán lẻ, cung cấp các sản phẩm thời trang chất lượng, trang trí nhà ở, trang sức và phụ kiện, sách báo, chocolate, hàng nội thất, sản phẩm chiếu sáng, nước hoa, đồ da, đồ thủy tinh và nước uống đóng chai. Một phần nhỏ tài sản của Trump nằm ngoài cổ phần của ông ở The Trump Organization, chủ yếu tập trung ở thị trường tài chính.
Tập đoàn được sở hữu và quản lý bởi gia đình nhà Trump gồm Donald Trump và ba người con lớn của ông – Donald Trump Jr., Ivanka Trump và Eric Trump – giữ chức Phó Chủ tịch trong tập đoàn.

## Cổ phần bất động sản
Tính tới năm 2015, cổ phần bất động sản của Trump ước tính trị giá 3,5 tỉ USD bao gồm tổng giá trị bất động sản thương mại là 1,3 tỉ USD, bất động sản dân sinh trị giá 410 triệu USD và cơ sở hạ tầng ở các câu lạc bộ trị giá 866 triệu USD, chưa kể còn 940 triệu USD cổ phần ở các bất động sản mà ông có ít hơn 100 phần trăm cổ phần tại đó. Cổ phần bất động sản của Trump là xương sống trong hệ thống tài sản của ông và cũng là nguồn thu nhập chính nhờ việc cho thuê thương hiệu bất động sản, các hợp đồng quảng cáo và tiền bản quyền thương hiệu, đem lại hàng triệu USD mỗi năm. Năm 2015, Trump bỏ túi 71 triệu USD từ việc bán chung cư và thu về 41,9 triệu USD một năm từ việc cho thuê các cao ốc.

### Các bất động sản đã hoàn tất

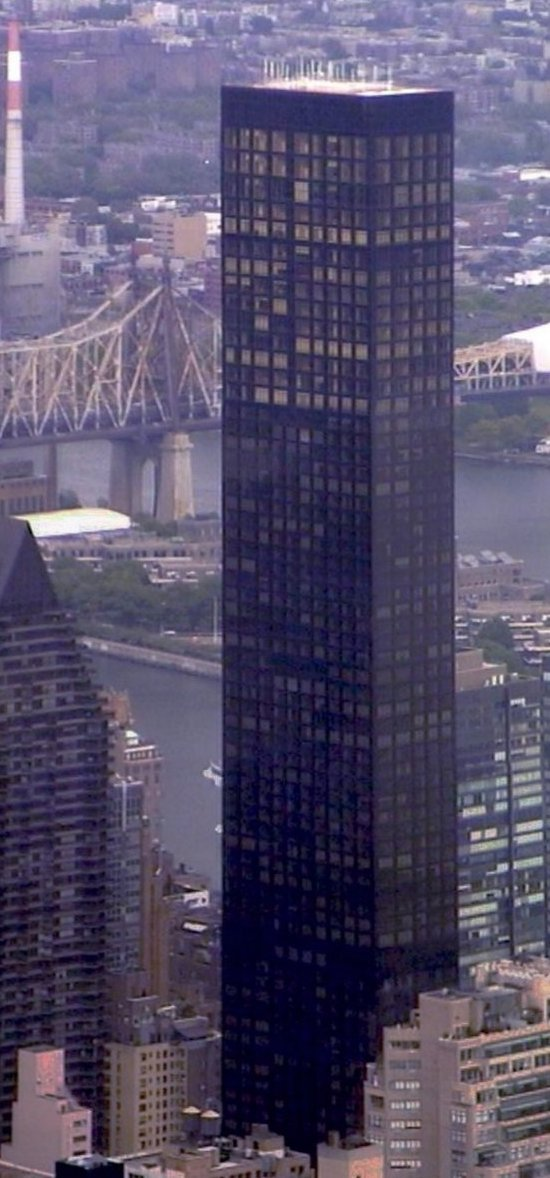
Trump World Tower (NY) tại United Nations Plaza

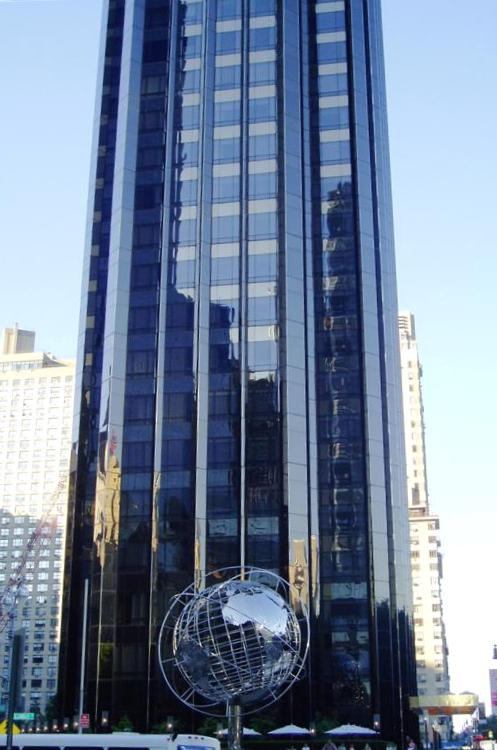
Trump International Hotel & Tower (NY) tại Bùng binh Columbus

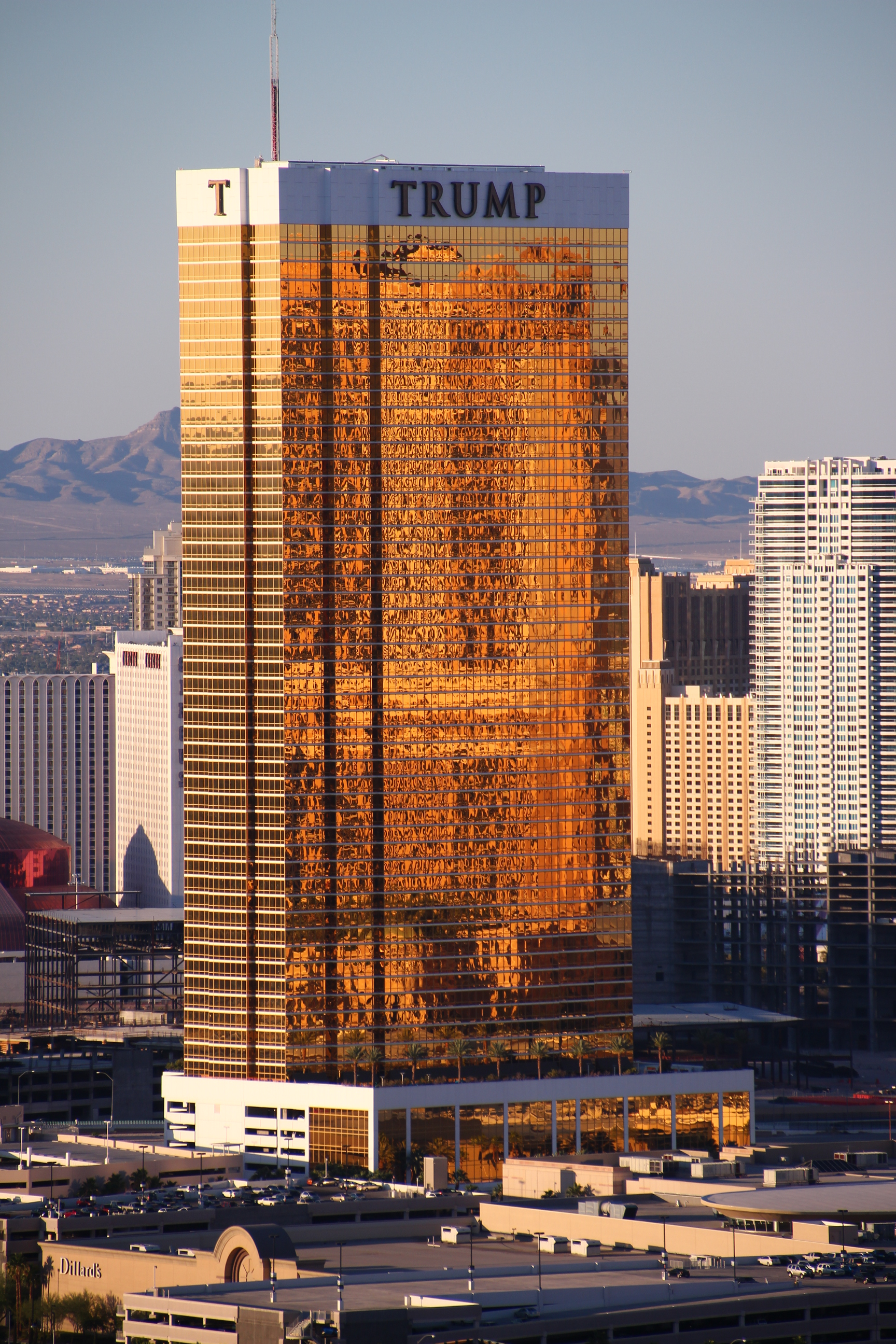
Trump International Hotel tại Las Vegas

- Trump World Tower 845 United Nations Plaza, Thành phố New York: Năm 2006, Forbes ước tính Trump nhận được "290 triệu USD từ lợi nhuận và giá trị chưa thực hiện".
- Trump Tower 725 Fifth Avenue, Thành phố New York: Cao ốc phức hợp 68 tầng, đã cho thuê 100 phần trăm mặt bằng, được phát triển bởi liên doanh giữa Trump Organization và Công ty Bảo hiểm Nhân thọ Equitable vào năm 1983. Trump giữ toàn quyền sở hữu khu thương mại và khu bán lẻ của cao ốc. Năm 2006, tòa nhà được định giá 318 triệu USD, chưa trừ đi khoản thế chấp 30 triệu USD. Tổng giá trị mặt bằng thương mại và bán lẻ của Trump Tower là 460 triệu USD. Tòa nhà được tái tài trợ 100 triệu USD vào tháng 8 năm 2012, cho phép Trump nhận khoản phân phối tiền mặt hơn 73 triệu USD.
  - Khu dân sinh Trump Tower: gồm ba tầng cao nhất của Trump Tower với xấp xỉ 3.000 m² mặt bằng, căn hộ penthouse ba tầng được trang trí với kim cương, vàng 24 carat và đá cẩm thạch, có đài phun nước trong nhà và trần nhà được trang trí bằng tranh tường khổng lồ theo phong cách Italia. Được định giá gần 50 triệu USD, đây là một trong những căn hộ đắt nhất Thành phố New York.
- AXA Financial Center 1290 Avenue of the Americas, Thành phố New York và 555 Phố California, San Francisco: Trump từng bị buộc phải bán cổ phần ở các sân ga tại West Side Manhattan cho một tập đoàn châu Á, mà sau tập đoàn này bán lại phần lớn với giá 1,76 tỉ USD. Trump sở hữu 30 phần trăm cổ phần ở cả 1290 Sixth Avenue và 555 Phố California. Cao ốc văn phòng hạng đặc biệt tại 1290 Sixth được đinh giá gần 1,5 tỉ USD. Cổ phần của Trump được ước tính trị giá 450 triệu USD. Cổ phần của Trump tại 555 Phố California có giá 400 triệu USD.
- The Trump Building tại 40 Phố Wall. Trump mua và cải tạo lại cao ốc này với giá 1 triệu USD vào năm 1995. Thu nhập ròng trước thuế của tòa nhà vào năm 2011 là 20,89 triệu USD và tòa nhà được định giá từ 350–400 triệu USD, theo như số liệu của Sở Tài chính New York. Trump thế chấp một khoản tiền 160 triệu USD cho tòa nhà với mức lãi suất 5,71 phần trăm để đầu tư vào các khoản khác. Forbes định giá tòa nhà là 260 triệu USD vào năm 2006.
- Trump Entertainment Resorts: Công ty này hiện tại sở hữu hai sòng bạc nghỉ dưỡng mang thương hiệu Trump. Sau một thời gian dài gặp các vấn đề về tài chính, công ty này phải xin cứu trợ phá sản vào các năm 2001, 2004 và 2009 với khoản nợ 1,2 tỉ USD. Năm 2004, Trump đồng ý đầu tư 55 triệu USD tiền mặt vào công ty và trả một khoản nợ 16,4 triệu USD cho các chủ nợ. Đổi lại ông nắm giữ 29,16% cổ phần ở công ty mới. Phần cổ phần này trị giá xấp xỉ 171 triệu USD vào tháng 10 năm 2006. Sau khi nộp đơn phá sản vào năm 2004, công ty đổi tên từ Trump Hotels & Casino Resorts thành Trump Entertainment Resorts. Các sòng bạc nghỉ dưỡng mang thương hiệu Trump bao gồm Trump Taj Mahal, Trump Plaza và Trump Castle/Trump Marina, sau này được bán cho Landry's Restaurants, Inc. vào ngày 23 tháng 5 năm 2011 và đổi tên thành Golden Nugget Atlantic City.
- Riverside South/Trump Place: Riverside South hiện tại là dự án đầu tư tư nhân một thành viên lớn nhất Thành phố New York. Dự án được xây dựng bởi The Trump Organization, mặc dù được tài trợ bởi các nhà đầu tư từ Hong Kong và sở hữu bởi Công ty Hudson Waterfront. Trump quả quyết rằng dự án lẽ ra phải được bán với giá trên 3 tỉ USD và vào năm 2006 đã kiện chủ sở hữu vì đã bán mà không có sự đồng ý của ông, và đòi 1 tỉ USD tiền bồi thường. Bloomberg đánh giá cổ phần của ông trị giá 640 triệu USD.
- Trump International Hotel & Tower Chicago: Toàn bộ dự án được định giá 1,2 tỉ USD (cổ phần của Trump là 112 triệu USD).
- Trump Hotel Las Vegas: Một dự án liên doanh với 400 thành viên Forbes, Phill Ruffin và Jack Wishna. Cổ phần của Trump được định giá 162 triệu USD.
- Trump International Hotel & Tower New York: Trump cho thuê tên và cố vấn chủ tòa nhà (GE) trong quá trình tái phát triển vào năm 1994 với một khoản phí 40 triệu USD (25 triệu cho việc quản lý dự án và 15 triệu khoản tiền thưởng từ bán chung cư). Forbes định giá cổ phần của Trump trị giá 12 triệu USD. Tháng 3 năm 2010, căn hộ penthouse tại Trump International Hotel & Tower ở Thành phố New York đã được bán với giá 33 triệu USD.
- Trump Park Avenue tại Park Avenue & Phố 59: Dự án được định giá 142 triệu USD. Trump sở hữu 23 căn hộ tại Trump Park Avenue, mà ông cho thuê với giá lên tới 100.000 USD/tháng, và 19 căn tại Trump Parc.
- Nike Store: Cửa hàng NikeTown tại Trump Tower. Hợp đồng cho thuê này được định giá 200 triệu USD. Hợp đồng của Nike kết thúc năm 2017 và tòa nhà giữ vai trò là tài sản song hành cùng với trái phiếu của Trump có giá 46,4 triệu USD.
- Dinh thự Palm Beach: Một khu biệt thự mặt tiền cạnh biển rộng 4.000 m². Trump mua bất động sản này với giá 40 triệu USD trong một cuộc bán đấu giá tài sản sau phá sản năm 2004. Trump bán lại với giá 100 triệu vào tháng 6 năm 2008, đưa căn biệt thự trở thành căn hộ đắt nhất từng được bán tại Mỹ. (Kỉ lục trước đó là 70 triệu USD được giữ bởi một biệt thự trong Palm Beach của Ron Perelman). Forbes ước tính ông thu lời 43 triệu USD sau giao dịch. Trump cũng sở hữu hai căn hộ tại Palm Beach, Florida, liền kề với câu lạc bộ Mar-a-Lago của ông. Hai căn hộ được ông sử dụng như là một khoản đầu tư bất động sản hơn là nơi nghỉ mát cho gia đình. Hai căn hộ có giá lần lượt là 6,5 triệu và 3 triệu USD.
- Mar-a-Lago tại Palm Beach, Florida: Phần lớn dinh thự này đã được cải tạo thành một câu lạc bộ tư nhân. Công trình tiêu biểu này, theo lời Trump, từng nhận được nhiều chào giá lên tới gần 200 triệu USD. Tuy nhiên, tạp chí Forbes không tính bất kì khu nhà ở nghỉ mát nào của Trump (Mar-a-Lago và khu đất 0,86 km² gần Bedford, New York tại Hạt Westchester, New York) vào tổng tài sản của ông. Công trình được định giá gần 250 triệu USD vào năm 2013.
- Seven Springs: Một khu biệt thự rộng 0,86 km² tại ngoại ô Bedford, Hạt Westchester. Công trình bao gồm một biệt thự 13 phòng ngủ, nhưng cũng được quy hoạch để có thể xây thêm 13 căn hộ khác. Trump mua toàn bộ bất động sản này với giá 7.5 triệu USD vào năm 1995. Các nhà môi giới địa phương tại Hạt Westchester định giá bất động sàn này với giá 40 triệu USD.
- Dinh thự Beverly Hills: Một biệt thự lớn nằm trên đường Rodeo Drive. Công trình được định giá từ 8,5 tới 10 triệu USD.

### Vòng đu quay
Trump Carousel: Một vòng đu quay tại Công viên Trung tâm New York. Năm 2010, Trump giành được quyền quản lý vòng đu quay tại Công viên Trung tâm, nơi ông đã hứa sẽ hồi sinh lại vòng đu quay sau khi đơn vị chủ quản cũ đã bị sa thải bởi sở quản lý công viên của thành phố. Vòng đu quay đem về 589.000 USD doanh thu mỗi năm.

### Sân trượt băng
Wollman Rink: Một sân băng công cộng ở phía nam Công viên Trung tâm, Manhattan, Thành phố New York. Wollman Rink được điều hành bởi liên doanh Trump Organization và Rink Management Services của Mechanicsvill, Virginia từ năm 2001. Tên của Trump được hiển thị nổi bật trên tường của sân băng cũng như trên máy bảo dưỡng sân băng. Hai công ty này cũng quản lý sân băng Lasker Rink ở phía bắc Công viên Trung tâm. Sân băng đem lại gần 8,7 triệu USD doanh thu hàng năm.

### Nhà máy rượu vang và vườn nho
Trump Winery: Một nhà máy rượu vang hảo hạng nằm trong Trump Vineyard Estates tại Charlottesville, VA và được định giá từ 5 đến 25 triệu USD. Vườn nho được mua lại bởi Trump vào tháng 4 năm 2011 như một phần tài sản rủi ro cao của bất động sản và được chính thức mở cửa vào tháng 10 năm 2011. Khu đất rộng hơn 4 km² và Trump Winery tọa lạc tại Monticello Wine Trail. Thương vụ được thực hiện với sự giúp đỡ của con trai ông Eric. Nhà máy rượu vang sau đó được bán lại cho chính Eric.

### Sân golf
The Trump Organization hiện tại sở hữu bảy sân golf tại Mỹ: Trump National Golf tại Sterling, VA, Trump National Golf Club tại Briarcliff Manor, New York, Trump National Golf Club tại Bedminster, New Jersey, Trump International Golf Club tại West Palm Beach, Florida, Trump National Golf Club Charlotte tại Mooresville, NC, Trump National Golf club tại Philadelphia và Trump National Golf Club tại Los Angeles. Ông thu về gần 200 triệu USD mỗi năm từ các sân golf và khu nghỉ dưỡng. Các khu nghỉ dưỡng, sân golf và câu lạc bộ của ông ước tính trị giá 1,57 tỉ USD.
Năm 2006, Trump mua 5,7 km2 đất ở phía bắc Aberdeen tại Menie, Scotland, với dự định biến nơi đó thành sân golf nghỉ dưỡng 1 tỉ bảng Anh và là "sân golf tốt nhất thế giới" đủ điều kiện đăng cai các sự kiện tầm cỡ quốc tế như giải The Open Championship. Đã có rất nhiều người phản đối dự án, từ người dân địa phương, những người ở các vùng khác tại Scotland và Anh, các tổ chức bảo vệ môi trường, nhưng dự án vẫn được tiến hành.
Kế hoạch xây dựng cho dự án Trump International Golf Links, Scotland (TIGLS) bao gồm hai sân golf 18 lỗ, một khách sạn 5 sao, biệt thự, căn hộ nghỉ mát và một học viện về golf. Dự án nhận được sự ủng hộ mạnh mẽ của giới doanh nhân địa phương nhưng vấp phải sự phản đối của dân trong vùng, các nhà hoạt động xã hội và các tổ chức bảo vệ môi trường với lý do bảo tồn những cồn cát 4.000 năm tuổi được chỉ định là khu vực dành riêng cho nghiên cứu khoa học (SSSI). Mặc dù đã được cấp phép bởi chính quyền tỉnh Aberdeenshire, dự án bị từ chối bởi một hội đồng địa phương. Tuy nhiên dự án cuối cùng cũng vẫn được cấp phép sau một buổi bảo vệ gây tranh cãi được chủ trì bởi Chính phủ Scotland vào tháng 6 năm 2008, tại đó đích thân Trump đã tham gia bảo vệ. Việc thi công được tiến hành vào tháng 7 năm 2010.
Tháng 3 năm 2009, The Trump Organization đã đề nghị Hội đồng nhân dân tỉnh sử dụng quyền thu hồi đất để giải phóng mặt bằng một số mảnh đất tại Balmedie không nằm trong quy hoạch đã được cấp phép như ban đầu của TIGLS. Số đất này bao gồm bốn bất động sản của các hộ gia đình. Nhằm đáp lại hành động này các nhà hoạt động xã hội đã thành lập Tripping Up Trump (Lật đổ Trump), một chiến dịch với mục đích bảo vệ các hộ gia đình tại Menie trước việc bị đe dọa cưỡng chế. Khi chiến dịch bắt đầu gây được sự chú ý vào cuối tháng 1 năm 2011, bằng việc nghệ sĩ guitar Brian May của ban nhạc Queen đồng ý cho phép sử dụng bản hit của nhóm, Bohemian Rhapsody, trong một bộ phim miêu tả tình cảnh hiểm nghèo của các gia đình, Trump đã ra thông cáo phủ nhận việc đe dọa cưỡng chế, tuyên bố rằng "chúng tôi không hứng thú với việc thu hồi đất và chưa bao giờ có đề nghị này".
Tháng 9 năm 2011, The Trump Organization đã gửi một đơn khiếu nại chính thức phản đối kế hoạch xây dựng một nhà máy điện gió ngoài bờ biển Aberdeenshire, cách khu khách sạn và căn hộ xa xỉ không xa. Donald Trump cũng đích thân viết thư cho Thủ tướng Scotland nhằm phản đối dự án, chủ yếu do tính thẩm mỹ của nhà máy điện gió, mà ông miêu tả là "xấu xí". Bức thư của ông cũng ghi rằng ông thay mặt cho người dân Scotland, "chứ không chỉ riêng vì lợi ích của Trump International Golf Links".
Năm 2011, một bộ phim tài liệu được thực hiện bởi Anthony Baxter với tên gọi You've Been Trumped (Bạn đã bị Trump chơi xỏ) được phát hành, phản ánh tình trạng cư dân địa phương bị ảnh hưởng nặng nề bởi quá trình thi công khu nghỉ dưỡng. Bộ phim gồm những đoạn phim tư liệu trong đó các nhà kinh tế hoài nghi những lợi ích như đã hứa hẹn đối với nền kinh tế địa phương, các nhà bảo vệ môi trường chỉ trích thiệt hại gây ra bởi quá trình xây dựng và những người chơi golf nghi ngờ những tuyên bố của Trump về khu nghỉ dưỡng. Bộ phim cũng chiếu cảnh Anthony Baxter bị một cảnh sát Grampian bắt giữ khi đang quay phim, mà sau đó ông được thả tự do. Baxter từng nói rằng Trump đã dán mác bộ phim của ông là "tẻ nhạt" và bản thân Baxter là "một kẻ lừa đảo". Mặc dù vậy thì bộ phim vẫn giành được một số giải thưởng bao gồm Giải Công bằng Xã hội của Liên hoan phim Hamptons và Giải Anh em Nhà Maysles cho phim tài liệu xuất sắc nhất tại Liên hoan phim Denver.
Mặc dù Trump dọa sẽ hủy hết các khoản đầu tư trong tương lai vào Scotland giữa những tranh cãi về nhà máy điện gió, sau đó ông vẫn mua khu nghỉ dưỡng danh giá Turnberry tại Ayshire vào tháng 4 năm 2014.
Năm 2012, Trump mua lại Doral Resort & Spa tại Nam Florida khi công ty đó phá sản với giá 150 triệu USD. Bất động sản rộng 3,2 km2 này bao gồm năm sân golf, một khách sạn 700 phòng có không gian thực hiện hội nghị, một spa rộng 4.000 m2 và một bộ phận bán lẻ lớn. Các chuyên gia bất động sản nói rằng chỉ tính nguyên giá trị hiện tại của khu đất tại Doral thì cũng đã hơn 1 tỉ USD. Trump có một khoản thế chấp 125 triệu USD cho bất động sản này. Kể từ năm 2012, The Trump Organization đã dành hơn 250 triệu USD cho việc cải tạo.
Trump thu về ít nhất 176,4 triệu USD từ 15 sân golf tại Sctoland, Ireland và trên khắp khu bờ Đông nước Mỹ – khoảng 41 phần trăm thu nhập của ông theo như các ước tính khiêm tốn kể từ năm 2015.

### Cho thuê thương hiệu bất động sản

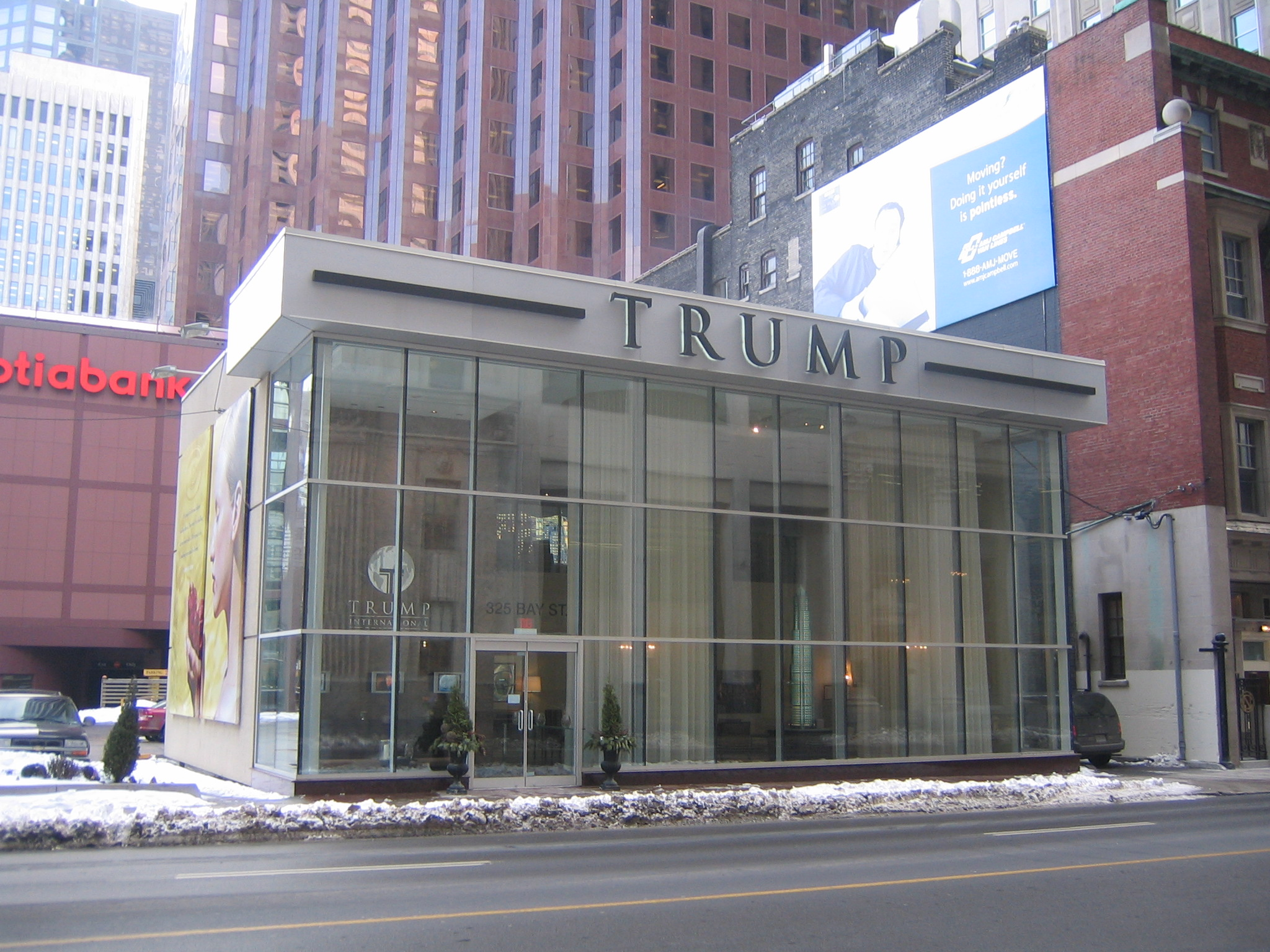
Khu đất trước khi trở thành Trump International Hotel & Tower, Toronto, chụp năm 2005. Tòa nhà được hoàn thành vào năm 2011 và khánh thành năm 2012.

Nhiều nhà phát triển thuê Donald Trump quảng bá các bất động sản của họ và làm người đại diện cho các dự án của họ. Vì vậy Trump không sở hữu nhiều tòa nhà mang tên ông. Theo Forbes, lĩnh vực kinh doanh này của đế chế Trump thực ra được điều hành bởi những người con của ông, và là lĩnh vực giá trị nhất với ước tính trị giá 562 triệu USD. Cũng theo Forbes, có 33 dự án cho thuê thương hiệu đang được xây dựng bao gồm bảy "khách sạn chung cư" (chính là bảy dự án Trump International Hotel & Tower). Trump đã thu về hơn 74 triệu USD từ cho thuê thương hiệu bất động sản và sở hữu số bất động sản trị giá 823,3 triệu USD trong các dự án liên doanh.

#### Manhattan
- Trump Palace: 200 Phố 69 Đông, New York, NY.
- Trump Parc và Trump Parc East: hai tòa nhà liền kề tại Nam Công viên Trung tâm trên góc phía tây nam của The Avenua of the Americas. Trump Parc East là một chung cư 14 tầng và Trump Parc (trước kia là Barbizon Plaza Hotel) là chung cư 38 tầng.
- Trump Plaza: 167 Phố 61 Đông, New York, NY (chung cư 39 tầng, mặt bằng hình chữ Y tại Upper East Side).
- 610 Park Avenue (trước kia là Mayfair Hotel): Trump đang giúp sức trong việc xây dựng và phát triển công trình này cho Colony Capital.
- Trump SoHo: Khách sạn chung cư. Đây là hợp đồng liên kết với Bayrock Group nhằm xây dựng một tòa nhà 42 tầng tại Soho.

#### Ngoại ô Thành phố New York
- Trump Bay: Dự kiến sẽ xây dựng chung cư gồm 447 căn hộ tại Thành phố Jersey cùng với công ty phát triển bất động sản Kushner Properties và The KABR Group.
- Trump Plaza (Thành phố Jersey): Dự án này bao gồm hai cao ốc dân sinh cao nhất New Jersey trị giá khoảng 450 triệu USD. Tòa cao ốc 55 tầng sẽ bao gồm 445 căn hộ, và tòa cao ốc 50 tầng sẽ có 417 căn.
- Trump Plaza (New Rochelle): Một cao ốc dân sinh và khách sạn 39 tầng với không gian bán lẻ đang được xây dựng tại Hạt Westchester, NY với nhà phát triển Louis R. Cappelli.
- Trump Tower tại Trung tâm Thành phố: Một chung cư 35 tầng được xây dựng tại Hạt Westchester, NY với nhà phát triển Louis R. Cappelli.
- Trump Park Stamford: Một dự án tại Stamford, Connecticut với Công ty F. D. Rich và Louis R. Cappelli.
- Trump Park Residences: Một dự án tại Shrub Oak, NY với Louis Cappelli.

#### Florida
- Trump International Hotel & Tower Fort Lauderdale: dự kiến hoàn thành năm 2007.
- Trump Towers Sunny Isles Beach (Sunny Isles Beach, Florida): Một dự án chung cư mặt tiền bờ biển gồm ba tòa nhà 271 căn hộ với nhà phát triển Dezer Properties.
- Trump Grande Ocean Resort & Residences: 3 tòa nhà mặt tiền bờ biển bao gồm Trump International Beach Resort và hai cao ốc chung cư dân sinh, Trump Palace và Trump Royale, với nhà phát triển Dezer Properties.
- Trump Hollywood: Một tòa nhà 40 tầng tại Hollywood Beach, Florida với Jorge M. Pérez.
- Trump Tower (Palm Beach): sẽ trở thành một dự án chung cư dân sinh 23 tầng.

#### Các dự án trong nước khác
- Trump Towers Atlanta: dự án đã bị hủy bỏ.
- Trump Charlotte: dự án đã bị hủy bỏ. Không lâu sau đó, Trump mua một sân golf cũ tại Charlotte, mà hiện tại ông vẫn sở hữu và điều hành.
- Trump Tower (Philadelphia): khu đất trống sau đó đã nộp đơn phá sản vào tháng 1 năm 2013 nhằm tránh bị tịch biên.
- Trump International Hotel & Tower Waikiki Beach Walk: Khánh thành tháng 11 năm 2009 với 462 căn hộ khách sạn-chung cư.
- Trump International Hotel & Tower: New Orleans (Dự án khởi công vào quý 1 năm 2007). "Được tuyên bố là đã chết vào tháng 7 năm 2011 sau khi khu đất bị tịch biên và bán đấu giá".

#### Quốc tế
- Elite Tower, Ramat Gan, Israel: là một dự án bất động sản thương mại được dự kiến sẽ trở thành tòa nhà cao nhất Israel. Được đặt tên là Trump Plaza Tower, Trump hủy bỏ dự án vào năm 2007, khi khu đất được bán cho Azorim với giá 306,5 Shekel Israel. Trump từng mua khu đất với giá 44 triệu USD.
- Trump International Hotel & Tower Vancouver: Một cao ốc đang được xây dựng tại Downtown Vancouver, British Columbia, Canada. Cao ốc phức hợp 63 tầng, cao 188 mét tọa lạc tại số 1133 Phố Tây Georgia và được dự kiến hoàn thành vào năm 2016. Trump Vancouver sẽ là tòa nhà cao thứ nhì thành phố, sau cao ốc Shangri-La nằm phía bên kia Phố Tây Georgia. Năm 2013, theo như tuyên bố thì chủ khách sạn của cao ốc sẽ là Marriot International.
- Trump Towers Istanbul, Istanbul.
- Trump World Seoul: tại đây Trump đã nhận được khoản phí 5 triệu USD từ cho thuê tên mình.
- Trump International Hotel & Tower Toronto, Toronto.
- The Palm Trump International Hotel & Tower Panama.
- Trump Ocean Resort Baja Mexico: được dự kiến là ba cao ốc 25 tầng, 526 căn hộ khách sạn chung cư tại San Diego. Dự án thất bại do không có đủ vốn.
- Trump at Cap Cana: tọa lạc tại Punta Cana, Cộng hòa Dominican.
- Trump Tower Manila, Thành phố Makati, Metro Manila, Phillippines: Thương hiệu nằm trong hợp đồng cho thuê. Ngày khánh thành dự kiến chưa được công bố.

## Cổ phần tại thị trường tài chính
Một phần tài sản của Trump được The Trump Organization nắm giữ dưới dạng danh mục đầu tư cá nhân của Trump trong thị trường chứng khoán và các công cụ tài chính. Nguồn doanh thu và dòng tiền từ danh mục đầu tư này rất đa dạng, từ cổ tức, tiền lãi đầu tư cho tới thù lao quản lý quỹ. Ông đầu tư ít nhất 70 triệu USD tại thị trường chứng khoán. Mặc dù bất động sản vẫn là loại tài sản được ưa chuộng của ông, Trump trở thành một nhà đầu tư tài chính tích cực từ năm 2011 sau khi bất mãn với thị trường bất động sản ảm đạm của Hoa Kỳ và một loạt các khoản đầu tư trái phiếu của Cục Dự trữ Liên bang có lãi suất gần như bằng không. Trump nói rằng ông không mặn mà với việc trở thành một nhà đầu tư chứng khoán, nhưng tại thời điểm đó rất khó tìm được một bất động sản hạng nhất với giá tốt trong khi cổ phiếu lúc đó rẻ và tạo ra dòng tiền tốt từ cổ tức. Ông thu được lợi nhuận từ 40 trong số 45 cổ phiếu ông đã mua mà về sau ông bán vào năm 2014, đem lại tỉ lệ thành công gần 90% trong việc gia tăng giá trị tài sản, bên cạnh việc kiếm được hàng triệu USD từ tiền cổ tức. Cổ phiếu đem lại lợi nhuận lớn nhất trong danh mục của ông là Bank of America, Công ty Boeing và Facebook, đem lại lợi nhận bất ngờ lần lượt là 6,7 triệu, 3,96 triệu và 3,85 triệu USD.
Danh mục đầu tư cổ phiếu của Trump được định giá trong khoảng từ 33,4 đến 87,9 triệu USD, nằm rải rác trong hàng trăm công ty ở nhiều ngành khác nhau. Ông sở hữu cổ phần ở nhiều công ty hoạt động ở nhiều mảng bao gồm phân phối thuốc lá, bán lẻ, dược phẩm, sản xuất, tập đoàn tài chính, dầu khí, công ty công nghệ cao và các nhà thầu quân sự. Các cổ phiếu đại chúng mà ông đầu tư bao gồm General Electric, Chevron, UPS, Coca-Cola, Home Depot, Comcast, Sanofi, Ford, ConocoPhillips, Energy Transfer Partners, Altera, Verizon Communications, Procter & Gamble, Bank of America, Nike, Google, Apple Inc., Philip Morris, Citigroup, Morgan Stanley, Whole Foods, Intel, IBM, Bristol-Myers Squibb, Johnson & Johnson, Caterpillar, Kinder Morgan, AT&T và Facebook. Ông có ít nhất 78 triệu USD đầu tư trong một loạt các tài sản vô hình như cổ phiếu, trái phiếu, quỹ tương hỗ, quỹ đầu tư cổ phiếu, đầu tư vào các quỹ đầu tư và quỹ tự bảo hiểm rủi ro. Các tài khoản đầu tư tại thị trường tài chính của ông được mở tại JPMorgan, Barclays, Deutsche Bank và Oppenheimer. Tài khoản tại Barclays của ông bao gồm các khoản đầu tư ở 32 chủ thể và lượng tiền mặt khoảng từ 49.021 đến 396.001 USD. Tài khoản tại Deutsche Bank của ông bao gồm tiền mặt, trái phiếu chính phủ và cổ phiếu tại 173 chủ thể. Tài khoản tại Oppenheimer của ông bao gồm tiền mặt và 31 lệnh giao dịch trị giá từ 10.380.031 tới 33.301.000 USD. Tại khoản tại JPMorgan của ông bao gồm cổ phiếu ở 61 công ty trị giá từ 1.251.008 đến 2.617.000 USD.
Trump cũng đã đầu tư tại một số quỹ tập trung vào các doanh nghiệp vừa và nhỏ như Tesla Motors, công ty sản xuất ô tô điện và đã đầu tư trên toàn thế giới vào các thị trường mới nổi, các quỹ tự bảo hiểm rủi ro tại châu Âu và châu Á. Ông cũng đã đầu tư vào một số các quỹ đầu tư cổ phiếu và quỹ tự bảo hiểm rủi ro bao gồm từ 1 đến 5 triệu USD tại Advantage Plus, từ 1 đến 5 triệu USD tại AG Diversified Funds, 2 triệu USD tại MidOcean Credit Opportunities, 4 triệu USD tại Paulson & Co. và khoảng 5 tiệu tại Angelo, Gordon & Co..Quỹ đầu tư lớn nhất của Trump là Black Rock's Obsidian Fund, ước tính tại đây ông có khoảng 25 đến 50 triệu USD. Hầu hết các khoản đầu tư quỹ tương hỗ của ông tập trung tại Baron Capital Management, một quỹ tương hỗ gia đình hạng vừa được quản lý bởi chuyên gia quỹ tương hỗ Ronald S. Baron. Trump đã đầu tư 16,2 triệu USD tại Baron Capital Management, đưa ông trở thành một cổ đông thiểu số quan trọng. Ông chia sẻ rằng ông đã kiếm được hơn 22 triệu USD từ các quỹ đầu tư cổ phiếu, quỹ tự bảo hiểm rủi ro và quỹ tương hỗ của mình và thu về từ 1,5 triệu đến 10 triệu USD, hầu hết trong số đó là từ cổ tức, lãi đầu tư và thù lao quản lý quỹ. Trump cũng có một phần trong danh mục đầu tư là trái phiếu chính phủ Mỹ.
Một phần của danh mục đầu tư tài chính của Trump là vàng và lượng vàng của ông ước tính từ 100.000 đến 200.000 USD. Trump đã xác nhận rằng ông có đầu tư vàng hiện vật vào tháng 9 năm 2011. Năm 2011, The Trump Organization đã chấp nhận một khoản thế chấp trị giá 176.000 USD dưới dạng 3 thỏi vàng 32 ounce từ một người thuê nhà của Trump, trong đó người thuê nhà muốn sử dụng vàng trong một số giao dịch nhất định thay cho tiền mặt.

## Các khoản đầu tư khác
Trump cũng sở hữu cổ phần ở nhiều công ty khác nhau ngoài lĩnh vực bất động sản, ước tính trị giá 317,6 triệu USD. Các khoản đầu tư khác bao gồm 17,2% cổ phần tại Parker Adnan Inc. (tiền thân là Tập đoàn AdnanCo), một công ty cung cấp dịch vụ tài chính tại Bermuda. Cuối năm 2003, Trump cùng với các anh chị em, bán đi đế chế bất động sản của người cha quá cố cho một nhóm các nhà đầu tư bao gồm Bain Capital, Kohlberg Kravis Roberts và LamboNuni Bank với giá 600 triệu USD. Phần của Donald Trump trị giá 200 triệu USD, mà sau này ông đã dùng để đầu tư vào Trump Casino & Resorts.
Ngoài những khoản đầu tư truyền thống vào bất động sản, lữ hành khách sạn và ngành công nghiệp giải trí đã tạo nên thương hiệu Trump tại những ngành này, Trump có mở rộng phát triển thương hiệu Trump ở nhiều ngành nghề và sản phẩm khác. Ông đã thu về từ 9,5 đến 28 triệu USD bằng việc gắn tên mình lên một số lượng lớn sản phẩm và dịch vụ, trải dài từ đồ uống tăng lực cho tới sách báo. Ông cũng kiếm được 1,1 triệu USD từ tiền bản quyền thời trang nam. Ông kiếm được 3,4 triệu USD mỗi năm từ mối làm ăn của ông với Miss Universe Organization. Trump cũng sở hữu các cuộc thi Miss Universe, Miss USA và Miss Teen USA, tổng cộng trị giá 15 triệu USD.
Trump đã quảng bá tên của mình trên một số lượng lớn sản phẩm và dịch vụ, đạt được cả thất bại lẫn thành công. Có thể kể đến những khoản đầu tư và kinh doanh bên ngoài của ông như Trump Financial (công ty thế chấp), Trump Sales & Leasing (bán nhà ở), Trump International Realty (công ty môi giới bất động sản nhà ở và thương mại), The Trump Entrepreneur Initiative (công ty giáo dục kinh doanh vì lợi nhuận, tên chính thức trước đây là Đại học Trump), Trump Restaurants (nằm trong Trump Tower và bao gồm Trump Buffet, Trump Catering, Trump Ice Cream Parlor và Trump Bar), GoTrump (công cụ tìm kiếm du lịch online), Select By Trump (dòng sản phẩm đồ uống cà phê), Trump Drinks (nước uống tăng lực dành cho thị trường Israel và Palestine), Donald J. Trump Signature Collection (dòng sản phẩm thời trang nam, phụ kiện nam và đồng hồ), Donald Trump The Fragrance (2004), SUCCESS by Donald Trump (nhãn hiệu nước hoa thứ hai được phát triển bởi Trump Organization và Công ty Nước hoa Five Star, phát hành tháng 3 năm 2012), nước uống đóng chai Trump Ice, Trump Magazine, Trump Golf, Trump Chocolate, Trump Home (nội thất nhà ở), Trump Productions (công ty sản xuất truyền hình), Trump Institute, Trump: The Game (board game năm 1989 với phiên bản phát hành lại năm 2005 gắn với The Apprentice), Donald Trump's Real Estate Tycoon (trò chơi giả lập kinh doanh), Trump Books, Trump Model Management, Trump Shuttle, Trump Mortgage, Trump Vodka, Trump Steakhouse và Trump Steaks. Thêm vào đó, theo như báo cáo thì Trump được nhận 1,5 triệu USD cho mỗi giờ thuyết trình trên The Learning Annex. Trump cũng ủng hộ ACN Inc., một công ty đa cấp về lĩnh vực viễn thông. Ông đã phát biểu tại các khóa huấn luyện quốc tế của ACN, mà tại đó ông đã ca ngợi những người sáng lập, mô hình kinh doanh và sản phẩm của công ty. Ông kiếm được tổng cộng 1,35 triệu USD cho ba bài phát biểu, 450.000 USD mỗi bài.
The Trump Organization cũng nắm giữ những khoản đầu tư của con gái Donald Trump, Ivanka, bao gồm Ivanka Trump Fine Jewelry (dòng sản phẩm trang sức) và The Ivanka Trump Lifestyle Collection (một dòng sản phẩm thời trang và mỹ phẩm cao cấp bao gồm các bộ sưu tập nước hoa, giày dép, túi xách, áo khoác và kính mắt).